# Kapten Grogg på Stora Oceanen
Kapten Grogg på Stora Oceanen är en svensk animerad komedifilm från 1920 i regi av Victor Bergdahl. Filmen var den tionde i en serie filmer om Kapten Grogg.